# Sancergues
Sancergues je naselje in občina v osrednjem francoskem departmaju Cher regije Center. Leta 2011 je naselje imelo 697 prebivalcev.

## Geografija
Kraj leži v pokrajini Berry ob reki Vauvise, 32 km severovzhodno od Bourgesa.

## Uprava
Sancergues je sedež istoimenskega kantona, v katerega so poleg njegove vključene še občine Argenvières, Beffes, La Chapelle-Montlinard, Charentonnay, Chaumoux-Marcilly, Couy, Étréchy, Garigny, Groises, Herry, Jussy-le-Chaudrier, Lugny-Champagne, Marseilles-lès-Aubigny, Précy, Saint-Léger-le-Petit, Saint-Martin-des-Champs in Sévry s 7.564 prebivalci.
Kanton Sancergues je sestavni del okrožja Bourges.

## Zanimivosti
- cerkev Saint-Jacques et Saint-Cyr iz 12. stoeltja, vmesna postaja na romarski poti v Santiago de Compostelo (Via Lemovicensis).